# 板橋分屍案
2018年5月21日在臺灣新北市板橋區發生一起分屍案件，犯案人朱峻穎將受害人黃女分屍後埋在住家社區的花園，之後自殺身亡。
因為犯嫌已死亡，檢察官及警察蒐證調查而不起訴，黃女的父母認為朱男雙親知情並協助棄屍，另外提出民事訴訟求償新台幣1,050萬元。新北市地方法院審理後，認定朱男雙親不知情，黃女父母敗訴，可上訴。